# Distretto di Lang Giang
Il distretto di Lang Giang (vietnamita: Lạng Giang) è un distretto (huyện) del Vietnam che nel 2019 contava 216.996 abitanti.
Occupa una superficie di 246 km² nella provincia di Bac Giang. Ha come capitale Voi.